# Egy ügyes kezű ezermester
Az Egy ügyes kezű ezermester (The Best Thing That Ever Could Have Happened) a Született feleségek (Desperate Housewives) című amerikai filmsorozat századik epizódja. Az Amerikai Egyesült Államokban először az ABC (American Broadcasting Company) adó vetítette 2009. január 18-án.

## Az epizód cselekménye
Egy nap Eli Scruggs, a Lila Akác köz ezermestere, miközben Susan zsindelyét javítja, szívinfarktust kap és meghal. A barátnők fájó szívvel emlékeznek vissza a kedves férfira, miközben mindegyikükből más emlékeket idéz elő Eli hirtelen halála. Gabrielle ugyanis neki köszönheti, hogy beilleszkedett a kisváros lakói közé. De a férfi adta meg a kezdőlökést Bree számára is a szakácskönyve megírásához. Edie önbecsülését Eli billentette helyre a rosszul sikerült házassága után, miközben Lynette számára megkönnyítette a döntést a gyerekek és a munka között. Susant pedig a két válása során, a férfi vigasztalta...

## Mellékszereplők
- Kathryn Joosten - Karen McCluskey
- Christine Estabrook - Martha Huber
- Lucille Soong - Yao Lin
- Matt Cedeño - Umberto Roswell
- Beau Bridges - Eli Scruggs
- Steven Culp - Rex Van de Kamp
- Madison De La Garza - Juanita Solis

## Mary Alice epizódzáró monológja
- Az epizódot szokás szerint Mary Alice szavai zárják le, de a záró szöveg több jeleneten vezet át.

"Eli Scruggs temetése szombati napra esett. És a sok ember, akinek az évek során segített, mind eljött, hogy megadja neki a végtisztességet. Csak egyvalaki hiányzott. Valaki, aki megváltoztatta Eli életét; oly módon, amit Eli sosem felejtett el."
Ezután megtudhatjuk, hogy a nincstelen ezermestert Mary Alice szánta meg, és mutatta be a barátainak, hogy legyen munkája. Évekkel később, mielőtt öngyilkos lett, a vázát, amit első találkozásuk után Eli ragasztott össze, a férfinek adta. Eli látta rajta, hogy nincs jól, de az asszony elküldte, és ő kisétált. Ezután felfedezik Mary Alice holttestét, és az egész utca döbbenten gyűlik össze.
"Eli Scuggs a furgonjában ült majd' egy órán keresztül; romokban volt, hogy nem tett semmit azért, hogy megmentsen. Aztán csöndes fogadalmat tett az Úrnak, hogy attól a perctől kezdve mindent megtesz, hogy segítsen másokon, hogy rendbe tudják hozni az életüket. És élete végezetéig pontosan ezt is tette."
Eli temetése után Susan, Lynette, Bree, Gabrielle és Edie néhány szóban emlékeznek meg Eliról, majd mikor már menni készülnének, és a koporsót már leeresztenék, Bree az egyik kiesett rózsát visszarakja a koszorúba, és így szól:
"Cserébe valamit én is helyre akartam neki tenni."
Ezután a gyászolók elballagnak, és Mary Alice utolsó szavai következnek:
"És valahol a magasban, ahol közülünk a legjobbak kapnak helyet, Eli Scruggs mosolygott és annyit mondott: >>Köszönöm.<<"
(A fenti sorok a magyar változatot idézik.)

## Érdekesség
- Amikor visszamegyünk az időben, hogy lássuk minden feleség személyes emlékét Eli-ról, láthatjuk, hogy a Young-ház oldala zöld, míg az eleje sárga (ezt akkor láthatjuk, amikor Susan kidobálja Karl ruháit). Később amikor Susan és Mike szakítanak, akkor a Young-ház eleje már újra be van festve zöldre.
- A 100. epizód alkalmából az első évad óta először jelenik újra meg Christine Estabrook és Lucille Soong, mint Martha Huber és Yao Lin. Azonban Paul és Zach Young, Ida Greenberg és John Rowland karaktere nem tűnik fel az epizódban.
- Ebben a részben Mary Alice Young (Brenda Strong) először és egyben utoljára látható az ötödik évadban. Az első évad óta ez a hetedik alkalom, hogy Mary Alice megjelenik, mert a második évadban három, a harmadik évadban egy, és a negyedik évadban is két alkalommal volt látható. Ez a 99. epizód, aminek Mary Alice a narrátora, mivel Bree elhunyt első férje, Rex Van de Kamp - aki egyébként feltűnik ebben az epizódban - narrálta a harmadik évad 16. részét.
- Habár Katherine Mayfair (Dana Delany), Mike Delfino (James Denton) és Orson Hodge (Kyle MacLachlan) megjelennek az epizódban Eli temetésén, egy sor szövegük sincs.
- Ez még nem a századik epizód, amiben Marcia Cross szerepel, mivel a harmadik évadban terhessége miatt több részből kimaradt. Marcia Cross századik epizódja az évad 20. része.

## Epizódcímek más nyelveken
- Angol: The Best Thing That Ever Could Have Happened (A legjobb dolog, ami valaha is történhetett)
- Francia: La vie derrière soi (Az élet mögött)
- Olasz: Tutto si può riparare (Minden megjavítható)
- Német: Der beste Handwerker aller Zeiten (A valaha élt legjobb ezermester)